# Гранатирање Алкханли
Гранатирање Алкханли или трагедија Алкханли (азер. Alxanlı faciəsi) било је бомбардовање једне куће у селу Алкханли у азербејџанском округу Фузули од стране оружаних снага Јерменије са артиљеријом од 82 мм и 120 мм 4. јула 2017. године. Као резултат у гранатирања су погинуле 51-годишња азербејџанска цивилка Сахиба Гулииева и њена 18-месечна унука Захра Гулииева. Осим тога, још једна жена, 52 -годишња Сарвиназ Гулииева, тешко је повређена, али је преживела инцидент.

## Реакције
Обје стране оптуживале су једна другу за кршење примирја. Јерменски министар спољних послова Схаварсх Коцхариан тврдио је да је Азербејџан одговоран за све жртве због "континуираних војних провокација против Горњег Карабаха". Локалне власти у самопроглашеној Републици Нагорно-Карабах тврдиле су да је Азербејџан пуцао са положаја у близини стамбених зграда Алкханлија. Портпарол азербејџанског министарства одбране Вагиф Даргахли демантовао је ове тврдње и изјавио да у време бомбардовања у Алкханлију није било војних штабова нити ватрених положаја. Азербејџанске државне и локалне власти организовале су 6. јула 2017. године посету страних војних аташеа акредитованих у Азербејџану и представника страних медија Алкханлију. Министарство спољних послова Турске и ирански амбасадор у Азербејџану, као и парламентарци Велике Британије и Русије, осудили су јерменску страну због извођења напада на цивилно становништво.